# Ernestine Lebrun
Ernestine Lebrun (* 25. Februar 1906 in Tourcoing; † 6. Mai 2005 in Allauch) war eine französische Schwimmerin.

## Karriere
Lebrun nahm 1920 im Alter von 14 Jahren erstmals an Olympischen Spielen teil. In Antwerpen scheiterte sie in den Wettbewerben über 100 m und 300 m Freistil am Finaleinzug. Vier Jahre später bei den Spielen in Paris konnte sie in den Disziplinen 100 m und 400 m Freistil erneut das Finale nicht erreichen. Mit der französischen Staffel über 4 × 100 m Freistil wurde sie Fünfte.
Auf nationaler Ebene konnte die Französin einige Titel erringen. So sicherte sie sich zwischen 1921 und 1925 insgesamt zwölf Meisterschaften in Wettbewerben über 50 m, 100 m, 400 m und 1000 m Freistil. Zusätzlich hielt sie den französischen Rekord über 400 m Freistil zwischen 1921 und 1923 sowie zwischen 1924 und 1926. Zum Zeitpunkt ihres Todes im Jahr 2005 war sie die letzte bekannte überlebende Teilnehmerin der Olympischen Spiele 1920.